# Petrovac (Lebane)
Pour les articles homonymes, voir Petrovac.
Petrovac (en serbe cyrillique : Петровац) est un village de Serbie situé dans la municipalité de Lebane, district de Jablanica. Au recensement de 2011, il comptait 26 habitants.

## Démographie
| 1948 | 1953 | 1961 | 1971 | 1981 | 1991 | 2002 | 2011 |
| ---- | ---- | ---- | ---- | ---- | ---- | ---- | ---- |
| 115  | 118  | 109  | 92   | 87   | 82   | 47   | 26   |

|  |